# Lingua gallese antica
L'antico gallese (Hen Gymraeg) è il nome dato alla lingua gallese da quando si sviluppò dalla lingua brittonica, cioè nel periodo tra la metà del VI secolo e la metà del VII secolo fino al XII secolo quando si sviluppò nel medio gallese.

## Storia
In questo periodo furono eseguite molte opere della letteratura gallese, come ad es. il Gododdin, ma la grande maggioranza ci è pervenuta in manoscritti successivi trascritti in medio gallese.
Il più antico testo conservato interamente in antico gallese risulta quello in una lapide funeraria, chiamata "Pietra di Cadfan", che si trova ora nella chiesa di San Cadfan, a Tywyn (Gwynedd), che si pensa risalga all'VIII secolo. Un testo nel Libro di Lichfield, chiamato Surrexit Memorandum, si pensa che sia stato scritto nel tardo VIII secolo o nel IX secolo, ma potrebbe essere la copia di un testo del VI-VII secolo. A parte questi due testi, l'antico gallese sopravvive nelle glosse e nei marginalia delle opere in latino, come ad es. il Manoscritto Juvencus scritto intorno all'anno 900.
L'antico gallese potrebbe probabilmente essere intelligibile, per un moderno locutore di gallese, solo con l'aiuto di abbondanti note. Però i testi che ci sono rimasti sono scarsi e non ci permettono di ottenere una conferma.

## Testi

### LaPietra di Cadfan

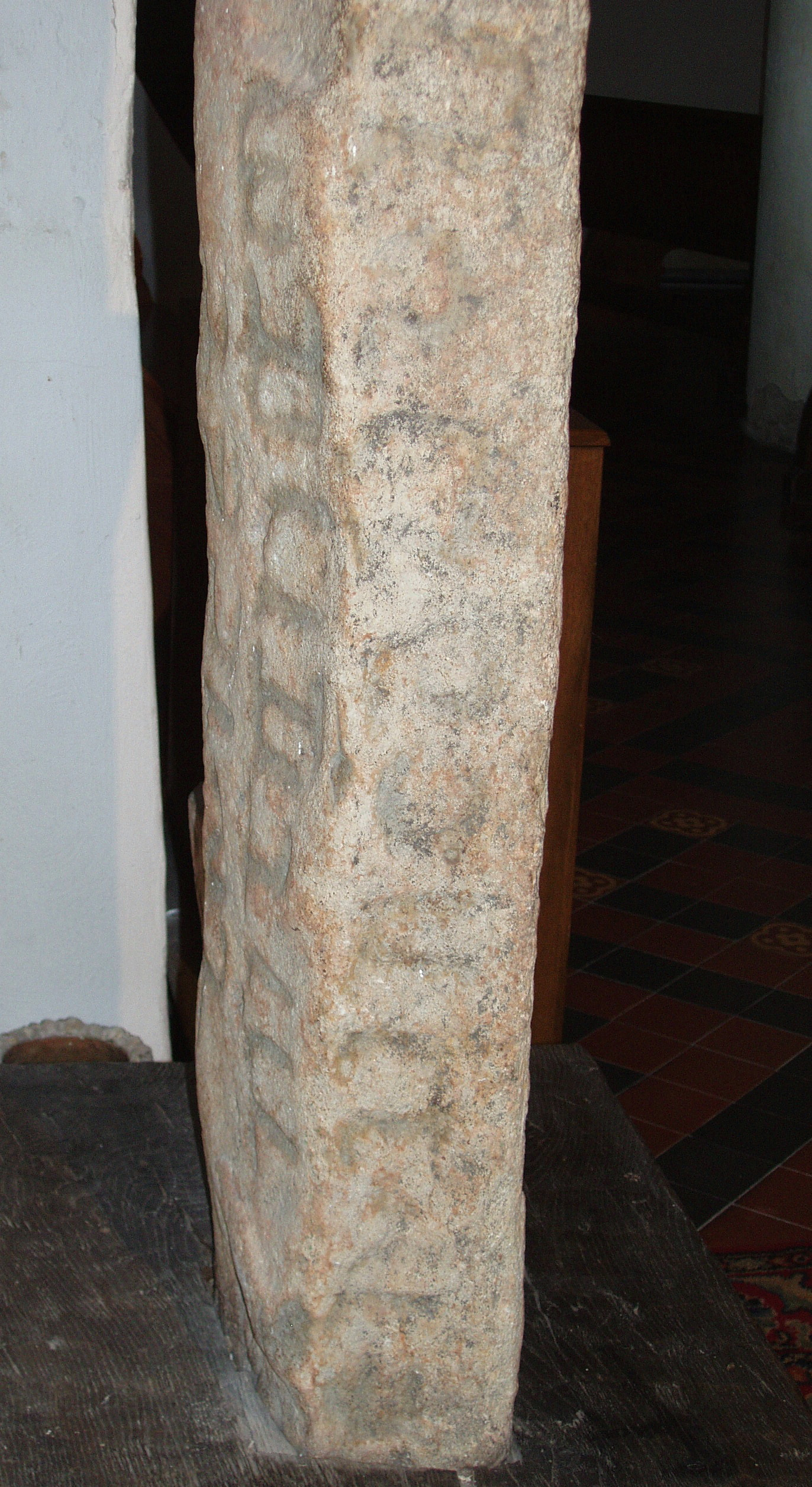
La "Pietra di S. Cadfan", che riporta la più antica iscrizione sopravvissuta in lingua gallese (Chiesa di S. Cadfan, Tywyn, Gwynedd, VIII secolo)

La chiesa di S. Cadfan, nel paese di Tywyn e nella provincia di Gwynedd, custodisce una croce di pietra detta Pietra di Cadfan o pietra di Tywyn; sulla quale è incisa la più antica iscrizione conosciuta in lingua gallese.
Gli studi più recenti datano l'iscrizione al IX secolo. Un tempo si riteneva più antica. Ifor Williams la datava all'VIII secolo, e Kenneth H. Jackson tra la fine del VII secolo e l'inizio dell'VIII. Il "Coflein", ovvero il sito web della "Royal Commission on the Ancient and Historical Monuments of Wales" (Commissione reale per i monumenti antichi e storici del Galles), indica una data compresa tra il VII e il IX secolo.
In origine la pietra era alta più di 2,30 metri, ma oggi misura 2,18 mt. di altezza per 0,25 e 0,20 metri.
Si riporta l'interpretazione data dagli ultimi studi, eseguita sui 4 lati della pietra, fornita da Nancy Edwards:

1. Lati A/D: 
 "Tengrumui mogli sposata di Adgan (giace) molto vicina a Bud (e) Marciau (o: Bud Marciau)"
2. Lato A: 
 "I resti mortali dei tre"
3. Lati B/C: 
 "Cun donna (o: moglie di Celyn), una ferita mortale resta"
4. Lato C: 
 "I resti mortali di quattro"
Nonostante la sua indubbia importanza, la "Pietra di Cadfan" ha ricevuto poco interesse da parte degli autori e poeti gallesi. Due eccezioni sono le poesie Cofebion Tywyn (I memoriali di Tywyn) di Owain Owain e Y Boen (Il dolore) di Myrddin ap Dafydd.

### IlSurrexit Memorandum

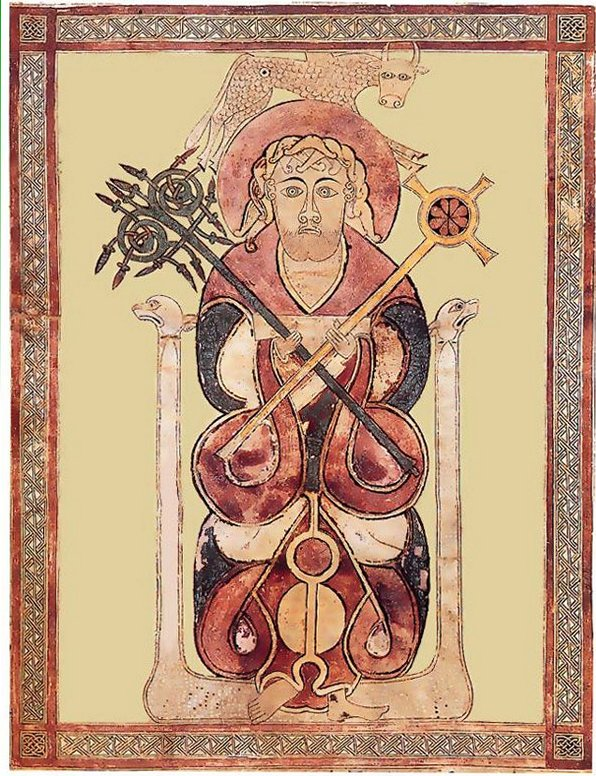
Ritratto di S. Luca, dal Libro di Lichfield che contiene il Surrexit Memorandum, la seconda testimonianza conosciuta della lingua gallese

Le parole in corsivo sono in latino, quelle in stampatello sono in antico gallese. 

#### Traduzione
Tudfwlch figlio di  Llywyd e genero di Tudri sorse per rivendicare la terra di Telych, che era nelle mani di Elgu figlio di Gelli e della tribù di Idwared. Ne discussero per lungo tempo; alla fine esclusero il cognato di Tudri per legge. I buoni uomini dissero gli uni con gli altri "Facciamo la pace". Elgu diede in seguito un cavallo, tre mucche, tre mucche appena nate, affinché non ci potesse essere odio tra di loro dal successivo governo al Giorno del Giudizio. Tudfwlch e il suo consanguineo non lo vorranno mai più.

#### Caratteristiche
- Il testo mostra molte delle prime convenzioni ortografiche del gallese, quando s'impiegava l'alfabeto latino fondamentale per rappresentare la fonologia dell'antico gallese. In questa fase, l'uso di ll per rappresentare la fricativa laterale /ɫ/ (liuit>Llywyd) e di dd per rappresentare /ð/ (did>dydd) non si era ancora stabilito. La lettera latina u veniva impiegata per rappresentare i tre diversi suoni /ʉ/, /ʊ/ e /v/; che diventarono rispettivamente u, w e f nel basso Medioevo.
- Le mutazioni iniziali, tra le caratteristiche più importanti di tutte le lingue celtiche insulari, come anche i cambiamenti consonantici interni, non sono rappresentati dall'ortografia di questo periodo. Non possiamo sapere se e in quale misura fossero presenti nella lingua parlata dell'epoca.
- Se in genere la lingua del Memorandum risulta antiquata, alcune parole sono poco cambiate nel gallese moderno:

| Antico gallese | Gallese moderno | Italiano                           |
| -------------- | --------------- | ---------------------------------- |
| tir            | tir             | terra                              |
| lau            | llaw            | mano                               |
| diued          | diwedd          | fine                               |
| ir             | yr, y           | il, lo, la, i, gli, le (art. det.) |
| nouid          | newydd          | nuovo                              |
| guetig         | wedi            | dopo                               |
| cas            | cas             | odio                               |
| hit            | hyd             | finché                             |
| did            | dydd            | giorno                             |
| braut          | brawd           | giudizio                           |
| in ois oisou   | yn oes oesoedd  | per tutti i secoli dei secoli      |

- La pagina 141 del testo originale sembra riportare una maggiore quantità di frasi in antico gallese sotto il testo latino, ed una parte misteriosa dove il testo sembra sia stato cancellato. Non è ancora stata pubblicata una traduzione o trascrizione di tale testo.

Inoltre non sappiamo perché quella particolare pagina fosse stata usata per scrivere delle glosse, dato che non è stato aggiunto nessun altro scritto agli altri "Vangeli di Lichfield". È possibile che quella pagina fosse stata scelta per nascondere informazioni aggiunte in seguito.